# Winfried Maier
Winfried Maier (* 1959) ist ein deutscher Jurist, der seit 1997 als Staatsanwalt bei der Staatsanwaltschaft Augsburg maßgeblich an der Aufdeckung von politischen Korruptionsfällen beteiligt war.

## Ermittlungsarbeit
Staatsanwalt Winfried Maier ermittelte zusammen mit Oberstaatsanwalt Jörg Hillinger innerhalb der Staatsanwaltschaft Augsburg seit 1997 in komplexen Parteispenden- und Betrugsverfahren, die weit über Bayern hinaus Aufsehen erregten: dem Steuerstrafverfahren gegen den Lobbyisten Karlheinz Schreiber, den Ex-Staatssekretär Ludwig-Holger Pfahls (CSU), den Strauß-Sohn Max Josef, den früheren Staatssekretär Erich Riedl (CSU), den ehemaligen CDU-Schatzmeister Walther Leisler Kiep und hochrangige ThyssenKrupp-Manager. Dabei ging es vor allem um die Verflechtungen zwischen der bayerischen Staatsregierung, der CSU und der Justiz. Maier und Hillinger setzten die Ermittlungen konsequent fort, obwohl ihnen „Illoyalität“ vorgeworfen und ihre Ermittlungsarbeit behindert wurde. Die CDU-Spendenaffäre um den Rüstungslobbyisten Schreiber löste in der CDU eine Krise aus.
Massive Behinderung der Ermittlungsarbeit im Fall von Max-Josef Strauß führte bundesweit zu einer Diskussion über die Unabhängigkeit von Staatsanwaltschaften. Maier sollte schriftlich erklären, dass es keinen hinreichenden Tatverdacht gebe und die weiteren Ermittlungen der Staatsanwaltschaft München überlassen; tatsächlich stellte er dagegen mit seinem Vermerk den Fortgang der Ermittlungen gegen Strauß in Augsburg sicher. 1999 verunglückte der mitermittelnde Oberstaatsanwalt Jörg Hillinger bei einem Autounfall tödlich. Vor dem Untersuchungsausschuss des Bayerischen Landtags zur Aufklärung etwaiger unzulässiger staatlicher Einflussnahme seitens bayerischer Amtsträger auf strafrechtliche Ermittlungen musste deshalb Maier 2001 in einer achtstündigen Vernehmung alleine aussagen.
Seit 2000 ist Maier Richter und seit 2013 Vorsitzender Richter an einem für Familienrecht zuständigen Senat des Oberlandesgerichts München mit Sitz in Augsburg.

## Ehrungen
- 2002: Preis „Aufrechter Gang“ für seine Zivilcourage von der Humanistischen Union in München[5]
- 2003: Georg-Elser-Preis, Heidenheim, für die Aufdeckung der CDU-Spendenaffäre[6]